# Česká mužská basketbalová reprezentace
Česká mužská basketbalová reprezentace je tým, který reprezentuje Českou republiku v mezinárodních mužských soutěžích basketbalu. Do rozdělení Československa v roce 1993 existovala společná Československá mužská basketbalová reprezentace s mnoha úspěchy v mezinárodních sportovních soutěžích (mj. titul mistrů Evropy z roku 1946). Největšími úspěchy české basketbalové reprezentace jsou 6. místo na mistrovství světa (2019), 7. místo na mistrovství Evropy (2015) a 9. místo na olympijských hrách (2020). V roce 2022 Česko spolupořádalo mužský evropský šampionát.

## Mistrovství Evropy
Evropská basketbalová federace od roku 2005 používá pro Mistrovství Evropy název Eurobasket
- 1995 Mistrovství Evropy

Česká republika v kvalifikaci (19 týmů rozdělených do 3 skupin) ve skupině C byla druhá (z 5 zápasů 4 vyhrála, prohrála jen se Slovenskem 74-80), poté v semifinálové části (20 týmů, 5 skupin po 4) byla čtvrtá ve skupině C (ze 6 zápasů vyhrála jen doma s Tureckem 96-80) a nekvalifikovala se mezi 16 nejlepších týmů finálové části ME v Řecku. Celková bilance 5 vítězství z 10 zápasů.
- 1997 Mistrovství Evropy

Česká republika hrála až v semifinálové části (30 týmů, 5 skupin po 6), byla pátá ve skupině C (z 10 zápasů vyhrála tři) a nekvalifikovala se mezi 16 nejlepších týmů finálové části ME ve Španělsku.
- 1999 Mistrovství Evropy

Česká republika v kvalifikaci (16 týmů, 4 skupiny po 4) vyhrála bez porážky skupinu A (3 vítězství), v semifinálové části (30 týmů, 5 skupin po 6) byla třetí ve skupině E (z 10 zápasů vyhrála šest) a kvalifikovala se do finálové části ME ve Francii, kde za účasti 16 týmů vyhrála čtyřčlennou skupinu v Dijonu, v níž překvapivě vyhrála nad Litvou 78-62 a Řeckem 83-72, prohrála s Německem 68-77. V osmifinále v Le Mans ale prohrála všechna tři utkání - s Chorvatskem 64-86, Itálií 68-95, Tureckem 73-78 a celkově skončila na 12. místě. Nejlepším střelcem týmu byl Luboš Bartoň (112 bodů v 6 zápasech), který s průměrem 18,7 bodu na zápas byl druhým nejlepším střelcem ME. Celková bilance 11 vítězství z 19 zápasů.
- 2001 Mistrovství Evropy

Česká republika hrála až v semifinálové části (24 týmů, 4 skupiny po 6), byla čtvrtá ve skupině B (z 10 zápasů vyhrála pět) a nekvalifikovala se mezi 16 nejlepších týmů finálové části ME v Turecku.
- 2003 Mistrovství Evropy

Česká republika v kvalifikaci (16 týmů, 4 skupiny po 4) vyhrála skupinu B (5 vítězství, 1 porážka), v semifinálové části (30 týmů, 5 skupin po 6) byla čtvrtá ve skupině E (z 10 zápasů vyhrála čtyři) a nekvalifikovala se mezi 16 nejlepších týmů finálové části ME ve Švédsku. Celková bilance 9 vítězství z 16 zápasů.
- 2005 Eurobasket

Česká republika v kvalifikaci (19 týmů v 5 skupinách) byla třetí ve skupině D (ze 6 zápasů vyhrála jen doma s Polskem 82-57), v dodatkové kvalifikaci v srpnu 2005 vyhrála doma i u soupeře s Estonskem a Polskem, ale v září 2005 v boji o poslední volné místo ME prohrála s Maďarskem 79-84 a Izraelem 78-83 a nekvalifikovala se mezi 16 nejlepších týmů finálové části ME ve Srbsku. Celková bilance 5 vítězství z 12 zápasů.
- 2007 Eurobasket

Česká republika v kvalifikaci (16 týmů ve 4 skupinách) byla druhá ve skupině B (ze 6 zápasů vyhrála čtyři) a kvalifikovala se do finálové části ME, která se hrála ve Španělsku, kde za účasti 16 týmů ve čtyřčlenné skupině prohrála všechny 3 zápasy - s Německem 78-83, s Litvou 75-95 a Tureckem 72-80 a skončila na 13. místě. Celková bilance 4 vítězství z 9 zápasů.
- 2009 Eurobasket

Česká republika v kvalifikaci (17 týmů ve 4 skupinách) byla až čtvrtá ve skupině D (ze 6 zápasů vyhrála jen 2), nekvalifikovala se mezi 16 nejlepších týmů finálové části ME v Polsku a z 6 utkání v boji o udržení v Eurobasket Divizi A vyhrála jen 3 doma a sestoupila do Eurobasket Divize B. Celková bilance 5 vítězství z 12 zápasů.
- 2011 Eurobasket

Česká republika vyhrála skupinu C v Eurobasket Divizi B (ze 6 zápasů 5 vítězství) a postoupila zpět do Divize A pro další ročník Mistrovství Evropy (Eurobasket).
- 2013 Eurobasket

Česká republika v kvalifikaci (31 týmů ve 6 skupinách) byla třetí ve skupině F (z 8 zápasů vyhrála 5) a zúčastnila se finálové části ME ve Slovinsku (24 týmů ve 4 skupinách). Skončila čtvrtá ve skupině C, z 5 zápasů dvě vítězství (Polsko 69-68, Gruzie 95-79), 3 porážky (Slovinsko 60-62, Španělsko 39-60, Chorvatsko 53-70) a umístila se na 13. místě. Celková bilance 7 vítězství ze 13 zápasů.

## Sestavy, body a počty zápasů hráčů
- 1995 Mistrovství Evropy - semifinálová část, Česká republika ve skupině C 6 zápasů (1 vítězství - 5 porážek)

Jan Svoboda 68 bodů/5 zápasů, Petr Treml 64/5, Jiří Okáč 51/4, Václav Hrubý 44/5, Dušan Medvecký 32/5, Jaroslav Kovář 30/5, Stanislav Kameník 29/4, Pavel Bečka 18/3, Michal Pekárek 16/2, Michal Ježdík 12/2, Josef Jelínek 10/1, Petr Czudek 6/4, Leoš Krejčí 6/2, Roman Bašta 4/1, Aleš Kočvara, celkem 486 bodů v 5 zápasech, trenér: František Rón 
Poznámka: ve statistikách FIBA chybí jeden zápas ČR (domácí vítězný s Tureckem 96-80)
- 1997 Mistrovství Evropy - semifinálová část, Česká republika ve skupině C 10 zápasů (3-7)

Jiří Okáč 132 bodů/8 zápasů, Pavel Bečka 131/10, Petr Treml 131/9, Jaroslav Kovář 79/10, Jan Svoboda 51/3, Petr Czudek 47/6, Václav Hrubý 41/4, Vladan Vahala 39/6, David Klapetek 26/2, František Babka 24/7, Pavel Beneš 20/4, Marian Přibyl 15/4, Leoš Krejčí 15/3, Pavel Staněk 14/4, Stanislav Kameník 13/1, Jiří Trnka 10/4, Lukáš Krátký 4/2, Martin Jelínek 4/1, Pavel Zajíc 2/3, Petr Janouch 0/1, Kamil Novák 0/1, celkem 798 bodů, trenér: Zdeněk Hummel
- 1999 Mistrovství Evropy - Česká republika celkem 19 zápasů (11-8)

Kvalifikace Česká republika ve skupině A 3 zápasy (3-0)

Vladan Vahala 43/3, Jiří Okáč 37/3, Petr Treml 32/2, Petr Czudek 27/3, David Klapetek 27/3, Jiří Trnka 27/3, Pavel Staněk 19/3, Pavel Zajíc 13/3, Pavel Bečka 7/3, Marian Přibyl 4/3, celkem 236 bodů

Semifinálová část, Česká republika ve skupině C 10 zápasů (6-4)

Pavel Bečka 126/10, Jiří Zídek 102/4, Jiří Okáč 100/6, Petr Czudek 86/10, Vladan Vahala 69/8, Petr Treml 60/9, Pavel Staněk 59/10, David Klapetek 41/8, Jiří Trnka 29/5, Petr Welsch 28/5, Marek Stuchlý 25/2, Pavel Beneš 12/5, Luboš Bartoň 6/5, Jiří Welsch 5/2, Ladislav Sokolovský 4/1, Pavel Frána 3/1, Daniel Dvořák 2/2, Věroslav Sucharda 0/2, celkem 757 bodů

Finálový turnaj (ve Francii): Česká republika v 6 zápasech (2 vítězství - 4 porážky) a skončila na 12. místě mezi 16 týmy

Luboš Bartoň 112/6, Pavel Bečka 80/6, Kamil Novák 52/6, Jiří Okáč 44/6, Petr Treml 43/6, Jiří Welsch 40/6, Vladan Vahala 16/5, David Klapetek 15/5, Petr Czudek 13/5, Petr Welsch 11/4, Marek Stuchlý 8/4, Martin Ides 0/6, celkem 434 bodů, trenér: Zdeněk Hummel
- 2001 Mistrovství Evropy - semifinálová část, Česká republika ve skupině B 10 zápasů (5-5)

Jiří Welsch 131/10, Jiří Zídek 129/6, Pavel Bečka 124/10, Jiří Trnka 57/10, Vladan Vahala 52/5, Marek Stuchlý 50/4, Pavel Kubálek 47/5, Petr Czudek 43/9, Kamil Novák 36/7, Pavel Beneš 26/7, Pavel Staněk 21/5, Ladislav Sokolovský 19/4, Radek Nečas 12/4, Petr Welsch 10/4, Marian Přibyl 9/2, Pavel Frána 4/3, Daniel Dvořák 2/3, celkem 772 bodů, trenér: Michal Ježdík
- 2003 Mistrovství Evropy - Česká republika celkem 16 zápasů (9-7)

Kvalifikace - Česká republika ve skupině B 6 zápasů (5-1)

Jiří Welsch 85/6, Ladislav Sokolovský 83/6, Pavel Bečka 68/4, Pavel Kubálek 60/6, Ivo Kresta 40/4, Ondřej Starosta 39/4, Pavel Frána 34/5, Radek Nečas 26/3, Pavel Staněk 22/2, Marek Stuchlý 20/3, Petr Czudek 19/5, Pavel Miloš 17/3, Václav Hrubý 11/5, David Klapetek 5/1, Petr Welsch 3/1, Pavel Beneš 0/1, celkem 532 bodů
Semifinálová část - Česká republika ve skupině E 10 zápasů (4-6)

Jiří Welsch 112/5, Pavel Bečka 81/5, Ondřej Starosta 80/9, Pavel Miloš 70/5, Ladislav Sokolovský 58/5, Luboš Bartoň 53/4, Jiří Zídek 53/4, Petr Czudek 51/10, Jan Pavlík 50/7, Pavel Staněk 47/5, Pavel Frána 41/7, Radek Nečas 32/8, Josef Jelínek 23/3, Ivo Kresta 21/7, Pavel Kubálek 18/3, Marian Přibyl 9/2, Věroslav Sucharda 7/2, Jiří Okáč 6/1, Jiří Trnka 4/1, Petr Welsch 4/2, Milan Soukup 1/2, Daniel Dvořák 0/1, Marek Stuchlý 0/2, celkem 821 bodů, trenér: Michal Ježdík
- 2005 Eurobasket - Kvalifikace - Česká republika celkem 12 zápasů (5-7)

Ondřej Starosta 143/12, Pavel Miloš 98/12, Jiří Welsch 97/6, Luboš Bartoň 95/6, Petr Benda 87/12, Ladislav Sokolovský 78/11, Radek Nečas 55/6, Maurice Whitfield 42/6, Petr Czudek	41/12, Stanislav Votroubek 41/12, Jan Pavlík 37/5, Jiří Černošek 30/6, David Hájek 30/6, Ivo Kresta 26/5, Pavel Beneš 13/6, Zbyněk Pospíšil 2/2, Pavel Staněk 2/2, Daniel Douša 0/0, Michal Křemen 0/2, celkem 917 bodů, trenér: Michal Ježdík
- 2007 Eurobasket - Česká republika celkem 9 zápasů (4-5)

Kvalifikace - Česká republika ve skupině B 6 zápasů (4-2) 

Jiří Welsch 93/5, Luboš Bartoň 86/5, Pavel Beneš 63/6, Petr Benda 59/6, Ladislav Sokolovský 51/6, Ondřej Starosta 37/6, Jakub Houška 26/6, Jaroslav Prášil 25/4, Štěpán Vrubl 6/6, Pavel Miloš 6/3, David Hájek 2/5, Pavel Houška 0/1, Zbyněk Pospíšil 0/1, celkem 458 bodů v 6 zápasech (4-2)
Finálový turnaj (ve Španělsku): Česká republika odehrála 3 zápasy s bilancí 0-3 a skončila na 13. místě mezi 16 týmy
Luboš Bartoň 49/3, Jiří Welsch 45/3, Petr Benda 39/3, Maurice Whitfield 18/3, Jakub Houška 17/3, Radek Nečas 15/3, Štěpán Vrubl 13/2, Lukáš Kraus 12/2, Ladislav Sokolovský 9/3, Ondřej Starosta 6/2, Pavel Beneš 2/3, Michal Křemen 0/2, celkem 225 bodů, trenér: Zdeněk Hummel
- 2009 Eurobasket - kvalifikace, Česká republika celkem 12 zápasů (5-7)

Petr Benda 177/12, Ladislav Sokolovský 122/12, Jiří Welsch 106/6, Tomáš Satoranský 82/11, Jan Veselý 66/6, Jiří Hubálek 51/8, Pavel Pumprla 42/6, David Jelinek 35/5, Lukáš Kotas 34/6, Ondřej Starosta 24/6, Pavel Slezák 21/2, Petr Boháčik 17/5, David Marek 15/6, Radek Nečas 14/6, Zbyněk Pospíšil 11/5, Jakub Kudláček 10/4, Stanislav Votroubek 8/3, Štěpán Vrubl 6/6, Štefan Ličartovský 3/6, Michal Čarnecký 0/1, Tomáš Hampl 0/0, Jakub Houška 0/0, Lukáš Kraus 0/6, Jaroslav Prášil	0/2, celkem 844 bodů, trenér: Michal Ježdík
- 2011 Eurobasket - Česká republika ve skupině C v Eurobasket Divizi B celkem 6 zápasů (5-1)

Luboš Bartoň 69/6, Pavel Slezák	67/6, Pavel Houška 63/6, Petr Benda 49/3, Pavel Pumprla	41/3, Lukáš Kotas 31/5, Tomáš Pomikálek 31/3, Michal Čarnecký 28/6, Jakub Kudláček 28/3, Petr Bohačík 13/4, Zbyněk Pospíšil 11/3, Aleš Chán 8/3, Tomáš Hampl 7/2, Tomáš Tóth 6/3, Miroslav Soukup 4/3, Jakub Šiřina 3/3, Kamil Švrdlík 6/1, Ondřej Balvín 4/2, Ondřej Dygrýn 2/3, Vojtěch Hruban 0/1, celkem 471 bodů, trenér: Pavel Budínský
- 2013 Eurobasket - Česká republika celkem 13 zápasů (7-6)

Kvalifikace - Česká republika ve skupině F 8 zápasů (5-3) 

Petr Benda 100/8, Tomáš Satoranský 78/8, David Jelínek 69/8, Luboš Bartoň 65/8, Jiří Welsch 58/7, Jakub Houška 51/8, Pavel Pumprla 47/8, Ondřej Balvín 35/8, Jakub Kudláček 29/6, Vojtěch Hruban 26/8, Kamil Švrdlík 5/8, Michal Čarnecký 2/4, Štefan Ličartovský 0/0, celkem 565 bodů
Finálový turnaj (ve Slovinsku): Česká republika s bilancí 2-3 v 5 zápasech skončila na 13. místě mezi 16 týmy
Jan Veselý 85/5, Tomáš Satoranský 56/5, Pavel Pumprla 49/5, Luboš Bartoň 38/5, Petr Benda 24/5, Vojtěch Hruban 14/5, Jiří Welsch 14/5, Pavel Houška 13/5, David Jelínek 13/5, Ondřej Balvín 10/5, Jakub Kudláček 0/2, Kamil Švrdlík	0/2, celkem 316 bodů, trenér: Pavel Budínský
- Mistrovství světa v basketbalu mužů 2019

Českou republiku reprezentovali tito hráči 

Patrik Auda, Tomáš Vyoral, Pavel Pumprla, Vojtěch Hruban, Tomáš Satoranský, Blake Schilb, Ondřej Balvín, Jakub Siřina, Martin Peterka, Jaromír Bohačík, Lukáš Palyza, Martin Kříž
- Letní olympijské hry v basketbalu mužů 2021

Patrik Auda • Tomáš Vyoral • Tomáš Satoranský • Blake Schilb • Ondřej Balvín • Jakub Šiřina • Martin Peterka • Jaromír Bohačík • Ondřej Sehnal • Lukáš Palyza • Jan Veselý • David Jelínek

Hlavní trenér: Ronen Ginzburg • asistenti: Petr Czudek a Jan Pospíšil

## Umístění na mezinárodních soutěžích

### Mistrovství světa
| Rok/pořádající země                   | Účast                           |
| ------------------------------------- | ------------------------------- |
| MS 1994 Kanada                        | Ne                              |
| MS 1998 Řecko                         | Ne                              |
| MS 2002 USA                           | Ne                              |
| MS 2006 Japonsko                      | Ne                              |
| MS 2010 Turecko                       | Ne                              |
| MS 2014 Španělsko                     | Ne                              |
| MS 2019 Čína                          | 6. místo                        |
| MS 2023 Filipíny, Japonsko, Indonésie | Ne                              |
| Celkem                                | Účast – 1× · – 0× · – 0× · – 0× |

### Mistrovství Evropy
| Rok/pořádající země                            | Účast                           |
| ---------------------------------------------- | ------------------------------- |
| ME 1993 Německo                                | Ne                              |
| ME 1995 Řecko                                  | Ne                              |
| ME 1997 Španělsko                              | Ne                              |
| ME 1999 Francie                                | 12. místo                       |
| ME 2001 Turecko                                | Ne                              |
| ME 2003 Švédsko                                | Ne                              |
| ME 2005 Srbsko a Černá Hora                    | Ne                              |
| ME 2007 Španělsko                              | 13. místo                       |
| ME 2009 Polsko                                 | Ne                              |
| ME 2011 Litva                                  | Ne                              |
| ME 2013 Slovinsko                              | 13. místo                       |
| ME 2015 Chorvatsko, Francie, Lotyšsko, Německo | 7. místo                        |
| ME 2017 Finsko, Izrael, Rumunsko, Turecko      | 20. místo                       |
| ME 2022 Česko, Gruzie, Německo, Itálie         | 16. místo                       |
| Celkem                                         | Účast – 5× · – 0× · – 0× · – 0× |

### Olympijské hry
| Rok/pořádající země | Účast                           |
| ------------------- | ------------------------------- |
| Atlanta 1996        | Ne                              |
| Sydney 2000         | Ne                              |
| Atény 2004          | Ne                              |
| Peking 2008         | Ne                              |
| Londýn 2012         | Ne                              |
| Rio de Janeiro 2016 | Ne                              |
| Tokio 2020          | 9. místo                        |
| Celkem              | Účast – 1× · – 0× · – 0× · – 0× |